# 中華民國南京國民政府時期東北九省職官列表
本條目列出中華民國南京國民政府時期（1927年－1949年）東北九省三市主要軍政、民政職官。

## 職官列表

### 遼寧省

#### 1931年以前

##### 省政府主席、委員
主席
翟文選（1928.12.31～1930.1.13）、臧式毅（1930.1.13～1931.9）、米春霖（臨時代理，1931.9.23～1932.1）、萬福麟（重慶國民政府任命，1940.5.3～）
委員
翟文選（1928.12.31～1930.1.13）、陳文學（1928.12.31～）、張振鷺（1928.12.31～）、王毓桂（1928.12.31～1930.3.3）、劉鶴齡（1928.12.31～）、彭志雲（1928.12.31～1930.3.3）、高紀毅（1928.12.31～）、王鏡賽（1928.12.31～）、王樹常（1928.12.31～）、高維嶽（1928.12.31～）、邢士廉（1928.12.31～）、臧式毅（1930.1.13～）、彭濟群（1930.3.3～）、吳家象（1930.3.3～）

##### 直屬機構
秘書長
許寶蘅（1929.4.12～1930.3.3）、金毓紱（1930.3.3～1931.8.10）、趙鵬第（1931.8.10～）
民政廳廳長
陳文學（1928.12.31～）
財政廳廳長
張振鷺（1928.12.31～）
教育廳廳長
王毓桂（1928.12.31～1930.3.3）、吳家象（1930.3.3～）
建設廳廳長
彭志雲（1928.12.31～1930.3.3）、彭濟群（1930.3.3～）
農礦廳廳長
劉鶴齡（1930.3.3～1931.7.18）
警務處處長、公安管理處處長
高紀毅（1928.12.31～1930.9）、黃顯聲（1930.9～）
外交交涉員
王鏡賽（1929～1930）

#### 1945年以後

##### 省政府主席、委員
主席
徐箴（1945.9.4～1948.2.18）、王鐵漢（1948.2.18～）
委員
徐箴（1945.9.4～1948.2.18）、韓涵（1945.10.23～1948.2.18）、楊志信（1945.10.23～1948.2.18）、卞宗孟（1945.10.23～1948.2.18）、魏華鵾（1945.10.23～1948.2.18）、朱玖瑩（1945.10.23～1947.10.29）、韓清倫（1945.10.23～1948.2.18）、林家訓（1946.12.31～1948.2.18）、金鎮（1946.12.31～1947.10.29）、馮小彭（1947.10.29～1948.2.18）、趙毅（1947.10.29～1948.2.18）、王鐵漢（1948.2.18～）、黃嘉漢（1948.4.24～）、劉慕曾（1948.4.24～）、張式綸（1948.2.18～）、吳希庸（1948.2.18～）、武泉遠（1948.2.18～）、秦靖宇（1948.2.18～）、郭克悌（1948.2.18～1948.9.30）

##### 直屬機構
秘書長
卞宗孟（兼任～1948.4.24）、劉慕曾（1948.4.24～）
民政廳廳長
韓涵（1947.2.28～1948.2.18）、張式綸（1948.2.18～）
財政廳廳長
楊志信（1947.2.28～1948.2.18）、王洽民（1948.2.18～）
教育廳廳長
卞宗孟（1947.2.28～1948.2.18）、吳希庸（1948.2.18～1948.9.30）、王同寅（1948.9.30～）
建設廳廳長
魏華鵾（1947.2.28～1948.2.18）、郭克悌（1948.2.18～1948.9.30）、吳希庸（1948.9.30～）
會計處會計長
呂之渭（1946.2.19～）
警務處處長
鍾繼興（派任，1945.9.6～）
高等法院院長
李祖慶（1946.10.30～1948.1.14）、魏大同（1948.1.20～1948.10）、孫英武（1948.10～）
遼西行政公署主任
賀奎（1948.6～）

### 遼北省
遼北省政府主席
- 劉翰東（1946.1～1946.3，1946.5～1948.2）
- 徐梁（1948.2～1948.3）

秘書長
- 徐鼐（1946.1～1946.3，1946.5～1948.3）

民政廳長
- 張式綸（1946.1～1946.3，1946.5～1948.3）

財政廳長
- 傅馥桂（1946.5～1947.10）
- 王洽民（1947.10～1948.3）

教育廳長
- 白世昌（1946.1～1946.3）
- 林耀山（代，1946.5～）
- 滿廣信（代）

建設廳長
- 李充國（1946.1～1946.3）

四平市長
- 李充國（兼，1946.1～1946.3）

會計處長（會計長）
- 黃嘉漢（1946.5～1948.3）

警務處長
- 王泰興（1946.1～1946.3，1946.5～1948.3）

社會處長
- 侯天民（1946.5～1948.3）

員警總隊
- 隊長張東凱（1946.5～1948.3）
- 副隊長張楷（1946.1～1946.3，1946.5～1948.3）

地方行政幹部訓練團
- 教育長曾也石

### 吉林省

#### 1945年以後
吉林省政府主席
- 張作相（1928年12月～1931年）
- 丁超（1932年7月～？）
- 鄒作華（1940年6月）
- 鄭道儒（1945年9月～1946年6月）
- 王寧華（代理，1946年1月～1946年4月）
- 梁華盛（兼任，1946年6月～1948年3月）
- 鄭洞國（兼任，1948年3月～1948年10月）

秘書長
- 吳至恭（1946年6月～1948年3月）
- 崔垂言（1948年3月～1948年10月）

民政廳長
- 梁華盛（兼任，1946年6月～1946年7月）
- 尚傳道（1946年7月～1948年3月）

財政廳長
- 王寧華（未到職，沈藻代理）
- 姜守全（1946年11月～1948年10月）

教育廳長
- 胡體乾（1946年6月～1948年10月）

建設廳長
- 徐晴嵐（1946年6月～1948年10月）

長春市長
- 尚傳道（1946年6月～1946年7月，1948年3月～1948年10月）

吉林市長
- 張慶泗（1946年6月～1948年3月）

會計處長
- 侯景文（1946年6月～1948年10月）

社會處長
- 孫心超（1946年10月～1948年10月）

宣傳處長、警務處長
- 黃炳寰（1946年6月～1947年5月）

員警總隊副隊長
- 何大剛（1946年6月～1946年9月）

保安司令部司令
- 梁華盛（兼任，1946年9月～1948年3月）

保安司令部副司令
- 黃炳寰（兼任，1946年9月～1947年5月）

保安司令部參謀長
- 王候翔（1946年9月～1948年3月）

地方行政幹部訓練團副教育長
- 匡新之（1946年9月～1948年10月）